# Resolució 813 del Consell de Seguretat de les Nacions Unides
La Resolució 813 del Consell de Seguretat de les Nacions Unides fou adoptada per unanimitat el 26 de març de 1993. Després de reafirmar la resolució 788 (1992) i determinar que la situació a Libèria constituïa una amenaça per a la pau i la seguretat internacionals, el Consell va condemnar el fracàs de les parts del país, les Forces Armades de Libèria, el Moviment d'Alliberament Unit de Libèria per la Democràcia (ULIMO), el Front Patriòtic Nacional de Libèria i el Front Patriòtic Nacional Independent de Libèria, entre d'altres, per implementar Acord de Yamoussoukro IV.
El Consell acull amb satisfacció l'informe del Secretari General Boutros Boutros-Ghali i el nomenament de Trevor Gordon-Somers com a Representant Especial per a Libèria, i elogia els esforços de l'Organització de la Unitat Africana i la Comunitat Econòmica dels Estats de l'Àfrica Occidental (ECOWAS) per ajudar a restaurar l'estabilitat a Libèria, reafirmant la creença que l'Acord de Yamoussoukro IV ofereix el millor marc possible per a una resolució pacífica de la Primera Guerra Civil liberiana. També va condemnar els atacs a les forces de manteniment de la pau i la violació de l'alto el foc, i va demanar a totes les parts que implementessin l'Acord.
La resolució demana a tots els Estats membres que respectin l'embargament d'armes al país imposat en virtut del Capítol VII de la Carta de les Nacions Unides, exigint que totes les parts cooperin amb el personal de les Nacions Unides i l'ECOWAS, considerant contra les parts que no vulguin cooperar. També va elogiar els esforços dels Estats membres i les organitzacions internacionals pels seus esforços humanitaris a Libèria.
La resolució 813 va concloure demanant al Secretari General que:
(a) consideri la possibilitat de convocar una reunió del President del Govern Provisional d'Unitat Nacional i de les faccions en conflicte;
(b) discuteixi amb l'ECOWAS i les parts interessades la contribució que les Nacions Unides podrien fer per donar suport a l'aplicació de l'Acord Yamoussoukro IV i el possible desplegament d'observadors;
(c) informi al Consell de Seguretat sobre l'aplicació de la resolució actual al més aviat possible.